# Francesco Zannetti
Francesco Zannetti oder Zanetti (* 27. März 1737 in Volterra; † 31. Januar 1788 in Perugia) war ein italienischer Komponist der Vorklassik und Opernsänger (Tenor).

## Leben
Francesco Zannetti erhielt in seiner Jugend Gesangs-, Violin-, Orgel- und Cembalounterricht bei Giovanni Carlo Clari, dem Kapellmeister am Dom von Pisa, schon während dieser Zeit hatte er Anstellungen als Violinist und Tenor in Lucca. Ab 1757 studierte er am Conservatorio dell Pietà Turchini in Neapel. 1760 wurde er in die Accademia Filarmonica Bologna aufgenommen. Ab 1762 war er Kapellmeister am Dom Santa Maria Assunta seiner Heimatstadt Volterra, wo er wegen Auftritten in seinen Opern, die nicht vereinbar mit seiner Stellung waren, entlassen wurde. Danach von 1762 bis 1788 war er Kapellmeister an der Kathedrale San Lorenzo in Perugia. Dort war er gleichzeitig Musikdirektor am Teatro del Pavone und am Teatro dell’Aquilla.
Zanetti war ein vielseitiger Musiker, der zahlreiche Instrumente beherrschte. Als Komponist gehörte er zu der Generation, die der Kontrapunktik des Barock verpflichtet waren, dennoch den Übergang zur vorklassischen galanten Tonsprache vollziehen konnten.
Ein Aufenthalt Zannettis in London, den François-Joseph Fétis und Robert Eitner in ihren Musiklexika erwähnten, gilt als nicht gesichert. Diese Vermutung kam zustande, weil Zannetti mehrere Sammlungen beim Londoner Verleger John Welcker drucken ließ. Dies geschah aber, wie damals nicht unüblich, über Mittelsmänner.

## Werke (Auswahl)
Als Kapellmeister bedeutender Kirchen vertonte Zannetti zahlreiche Werke für den sakralen Gebrauch, darunter zahlreiche Messen, Kantaten, Psalmen, Responsorien, Magnificat, zwei Requiem, eine Johannes- und eine Matthäuspassion und weitere Werke.
Oratorien
- La passione di Gesù Cristo „Dove sono! dove corro!“ (Pietro Metastasio), Cantata a quattro voci (Volterra, 1759)
- La morte di San Ottaviano protettore della cità di Volterra (1761, verschollen)
- Il sacrificio di Giefte (1764, verschollen)
- La Giusticia  la Pace concordi (1765, verschollen)
- La Davide in Efrata (Perugia, 1769, verschollen)
- Isacco figura del redentore (Perugia, 1769)
- Passio Domini nostri, Jesu Christi (Perugia, 1771) RISM ID: 850001194
- Pianto di penitenza espresso dal santo Re Davidde nel salmo (1773) RISM ID: 990069744
- Salomone esaltato al trono (Florenz, 1775, verschollen)
- Il trionfo di Giuda Maccbeo (Arrezzo, 1779, verschollen)

Opern
- L’Antigono, (Pietro Metastasio), Opera seria (1765 Livorno)
- La Didone abbandonata, (Pietro Metastasio), Opera seria in 2 Akten (1766, Livorno)
- La contadina fortunata, Farsetta in 2 Akten (Karneval 1771, Rom)
- Le lavanderine, (Francesco Mari), Intermezzo in 2 Akten (Karneval 1772, Rom); als Die Wäscherinnen (1779, Hamburg, Dresden) RISM ID: 452507080
- Sismano nel Mogol, (Giovanni De Gamerra), Opera seria in 2 Akten (27. Dezember 1775, Livorno)
- Le cognate in contesa, (Carlo Giuseppe Lanfranchi Rossi), Dramma giocoso in 2 Akten (Herbst 1780, Venedig) RISM ID: 850007478
- Artaserse, (Apostolo Zeno und Pietro Pariati), Opera seria in 2 Akten (Herbst 1782, Treviso)
- Gismondo da Mendrisio, Arie
- Il foglio del Signor Padre, (wahrscheinlich nicht aufgeführt)

Kirchenmusik
- Requiem F-Dur RISM ID: 850012241

- Christus factus est und Miserere mei a 4 RISM ID: 850018023
- Drei Vertonungen des Cum sancto spiritu (Schlußfuge des Gloria) a 4 fugati (Sopran, Alt, Tenor, Bass) con Violini (Streicher und Basso continuo) RISM ID: 451024541
- Messe in A-Dur (Kyrie, Gloria) RISM ID: 850001176
- Messa breve concertata a 4 mit obligaten Instrumenten (Kyrie, Gloria) RISM ID: 850016965
- Messa di Requiem concertata a 4 mit obligaten Instrumenten RISM ID: 850016967
- Missa in F-Dur (Kyrie, Glorian) RISM ID: 300512884

Instrumentalmusik
- 6 Triosonaten für 2 Violinen und B.c. op. 1 (Perugia, 1761)
  - Druck bei Robert Bremner in Edinburgh RISM ID: 990069751
- 6 Sonatas für 2 Violinen und B.c. (London, 1762), Bearbeitung derselben für Cembalo und Violine (London, 1770)
- 6 Quartette für 3 Violinen, Cello und B.c. op. 2 (1762)
- 6 Trios für 2 Violinen und Cello op. 1 (Perugia, 1767)
- 6 Triosonaten für zwei Violinen und B.c. op. 2 RISM ID: 190023654
- 6 Triosonaten für Violine, Viola und Violoncello op. 2, Perugia, 1781 RISM ID: 990069748
- 6 Quintette für drei Violinen, Violoncello obligato und Basso ripieno op. 2, gedruckt bei Robert Bremner in London RISM ID: 990069745
- 6 Sonaten für zwei Violinen und Cello op. 3 RISM ID: 190023661
- 6 Sonaten für 2 Violinen und B.c. op. 4 (London, 1770)
- 6 Trios für 2 Flöten oder Violinen und B.c. (London, 1771)
- 6 Trios für Violine, Viola und Cello (1782)
- 6 Streichquartette (Perugia, 1781)
- Concertino für 2 Flöten und Orchester
- Zwölf Triosonaten für zwei Violinen und B.c. RISM ID: 190023641
- Drei Sonata da camera für Violine solo und B.c.RISM ID: 190026104
- 6 Kammersonaten für drei obligate Violinen und zwei obligate Violoncelli RISM ID: 190026083
- Sinfonie in D-Dur für Violinen, Viola, Oboe, Hörner und Bass RISM ID: 140052
- Orgelwerke
  - Sechs Fugen RISM ID: 850001515